# Шорин, Николай Иванович
Николай Иванович Шорин (13 октября 1949, Челябинск — неизвестно) — советский хоккеист, нападающий, мастер спорта СССР. тренер.

## Биография
Воспитанник СК ЧМЗ, тренер Н. И. Черненко. Начинал играть в челябинских командах низших лиг «Металлург» (1965/66) и «Буревестник» / «Сельхозвузовец» (1966/67—1970/71). 12 сезонов провёл в команде чемпионата СССР «Трактор» — 444 игры, 146 шайб, 109 передач. Бронзовый призёр сезона 1976/77. Финалист Кубка СССР 1973. В 1977 году вошёл в число 40 лучших игроков сезона. Быстрый, неутомимый, маневренный хоккеист, техничен, с хорошим неожиданным броском. Один из специалистов при игре в меньшинстве.
В сезоне 1983/84 — играющий тренер японского клуба «Одзи Сейси». С сезона 1985/86 — в челябинском «Металлурге», в сезоне 1988/89 — играющий тренер, в следующих двух сезонах — тренер. С 1991 года — тренер ДЮСШ по хоккею на Северо-Западе. Играющий тренер клуба «Колос» (Травники, 1991/92, КФК).
Так его характеризовали тренеры и коллеги:

- Всегда оказывался в нужный момент в нужном месте, прилично играл в пас, прекрасно владел обводкой, был результативен. (В. Е. Соколов)
- Отличался прекрасным видением поля. Плавное передвижение на коньках, […] разноплановая работа рук и ног […] давали ему возможность беспрепятственно входить в чужую зону и за счет индивидуальной обводки обыгрывать противников. Николай здорово умел закрывать, прятать шайбу от соперника. Благодаря этому, а также отличному владению клюшкой, коньками, маневренности у него практически невозможно было ее отнять. (А. З. Картаев)
- Не видел другого хоккеиста, столь филигранно владевшего техникой обводки. Николай очень тонко чувствовал дистанцию между собой и соперником, внимательно наблюдал за действиями игроков обороны, придумывал свои контрходы и исполнял их изящно. Это умение ему было даровано природой. (Н. М. Макаров).

В декабре 1992 года пропал без вести.